# دانیل او. هیستینگز
دانیل او. هیستینگز (به انگلیسی: Daniel O. Hastings) سناتور سابق عضو حزب جمهوری‌خواه ایالات متحده آمریکا بود. وی در سال ۱۹۲۸ تا ۱۹۳۷ میلادی سناتور ایالت دلاویر در سنای ایالات متحده آمریکا بود.